# Avengelyne
Avengelyne es un personaje de cómic creado por Rob Liefeld y Cathy Christian. Avengelyne es un ángel que lucha contra las fuerzas del mal y, a menudo, se encuentra cara a cara con demonios y monstruos.

## Historial de publicaciones
El diseño de personajes original de Avengelyne se basó en la imagen de la ex modelo de Vampirella Cathy Christian. Publicada originalmente en 1995 por Maximum Press, también se inspiró en La Monja Guerrera, comic de Ben Dunn, Areala, de Antarctic Press, los personajes que luego aparecieron en dos series cruzadas en 1996.
A finales de la década de 1990, Avengelyne había sido utilizada en cómics por Awesome Entertainment (solo se publicó un número) y Avatar Press.
Avengelyne regresó a los cómics en el one-shot de Arcana Studio Avengelyne vs. Koni Waves en febrero de 2010. En julio de 2011, una nueva serie en curso de Avengelyne debutó en Image Comics bajo el equipo creativo de Mark Poulton y Owen Gieni.

## Biografía del personaje
Como se describe en un artículo en Deadline Hollywood:

Avengelyne ... era la guerrera más temida en Heaven's Warhost, habiendo irrumpido sin ayuda en Pandemonium, la fortaleza exterior del Infierno, para enfrentarse al mismísimo Diablo. Ella es un ángel caído, desterrada del Cielo por Dios después de ser engañada para cuestionar Su amor por los humanos. Avengelyne fue despojada de todas sus habilidades angelicales, aparte de su gran fuerza y su sangre, que, una vez extraída de su cuerpo, podría usarse como arma o milagro una vez empoderada citando versículos de la Biblia. Avengelyne usa sus poderes para luchar contra los demonios en la tierra y está siendo preparada para ser la última esperanza de la humanidad en un Armagedón venidero.

## En otros medios
Para julio de 2013, el cocreador Rob Liefeld y Gina Carano estaban trabajando en una adaptación a la pantalla grande de la serie en la que Carano interpretaría a Avengelyne. En noviembre de 2016, Paramount Pictures compró los derechos cinematográficos de Avengelyne con Akiva Goldsman como productor previsto. En abril de 2024, se informó que LuckyChap Entertainment estaba produciendo una adaptación cinematográfica del conjunto de personajes que sería dirigida por Olivia Wilde.